# Wereldbeker veldrijden 2020-2021
De wereldbeker veldrijden 2020-2021 was het 28ste seizoen van het regelmatigheidscriterium in het veldrijden. De wereldbeker werd georganiseerd door Flanders Classics onder auspiciën van de Internationale Wielerunie (UCI) en kan gezien worden als het belangrijkste regelmatigheidscriterium in het veldrijden. Het is tevens de meest internationale. 
De wereldbeker had aanvankelijk veertien crossen, maar vanwege de coronapandemie waren de crossen van Waterloo, Dublin, Koksijde, Besançon, Antwerpen, Zonhoven, Diegem, Villars en Hoogerheide komen te vervallen en bleven er vijf crossen over.
De wereldbeker bestond uit de volgende categorieën:
- Mannen elite: 23 jaar en ouder
- Vrouwen elite: 19 jaar en ouder
- Mannen beloften: 19 t/m 22 jaar
- Jongens junioren: 17 t/m 18 jaar
- Meisjes junioren: 17 t/m 18 jaar

Voor de vrouwen beloften (19 t/m 22 jaar) was geen aparte categorie. Zij reden de wedstrijden bij de vrouwen elite. Er werd wel een wereldbekerklassement opgemaakt en per wereldbekerwedstrijd een aparte podiumceremonie georganiseerd voor de vrouwen beloften.

## Puntenverdeling
Punten werden toegekend aan de eerste vijfentwintig crossers per categorie, aan de hand van de volgende tabel:
| Positie | 1  | 2  | 3  | 4  | 5  | 6  | 7  | 8  | 9  | 10 | 11 | 12 | 13 | 14 | 15 | 16 | 17 | 18 | 19 | 20 | 21 | 22 | 23 | 24 | 25 |
| Punten  | 40 | 30 | 25 | 22 | 21 | 20 | 19 | 18 | 17 | 16 | 15 | 14 | 13 | 12 | 11 | 10 | 9  | 8  | 7  | 6  | 5  | 4  | 3  | 2  | 1  |

Voor de categorieën mannen beloften, jongens junioren en meisjes junioren, werden alleen de beste 4 resultaten per renner in rekening genomen voor het wereldbekerklassement.
Vanaf het seizoen 2020-2021 werd er voor het eerst, een rangschikking per land opgemaakt, door een totaaltelling van de eerste drie rijders per land van de volgende categorieën: mannen elite, vrouwen elite, mannen beloften, vrouwen beloften, jongens junioren en meisjes junioren. Bij een gelijke stand, was de klassering van de beste individuele rijder doorslaggevend. De rangschikking werd opgemaakt per wereldbekerwedstrijd, per categorie. Er werd geen algemeen landenklassement opgemaakt over het seizoen of over de categorieën opgeteld.

## Mannen elite

### Kalender en podia
| Datum      | Locatie                    | Eerste                 | Tweede               | Derde         | Leider in het klassement |
| ---------- | -------------------------- | ---------------------- | -------------------- | ------------- | ------------------------ |
| 29/11/2020 | Cyclocross Tábor, Tábor    | Michael Vanthourenhout | Eli Iserbyt          | Wout van Aert | Michael Vanthourenhout   |
| 20/12/2020 | Citadelcross, Namen        | Mathieu van der Poel   | Wout van Aert        | Tom Pidcock   | Michael Vanthourenhout   |
| 27/12/2020 | Ambiancecross, Dendermonde | Wout van Aert          | Mathieu van der Poel | Toon Aerts    | Wout van Aert            |
| 03/01/2021 | Vestingcross, Hulst        | Mathieu van der Poel   | Wout van Aert        | Tom Pidcock   | Wout van Aert            |
| 24/01/2021 | Druivencross, Overijse     | Wout van Aert          | Mathieu van der Poel | Tom Pidcock   | Wout van Aert            |

| Oorspronkelijke kalender | Oorspronkelijke kalender           | Oorspronkelijke kalender         |
| Datum                    | Locatie                            | Opmerking                        |
| ------------------------ | ---------------------------------- | -------------------------------- |
| 04/10/2020               | Wereldbeker Waterloo, Waterloo     | Afgelast vanwege coronapandemie  |
| 18/10/2020               | Wereldbeker Dublin, Dublin         | Afgelast vanwege coronapandemie  |
| 25/10/2020               | Cyclocross Zonhoven, Zonhoven      | Afgelast vanwege coronapandemie  |
| 01/11/2020               | Druivencross, Overijse             | Verplaatst naar 24/01/2021       |
| 15/11/2020               | Cyclocross Tábor, Tábor            | Verplaatst naar 29/11/2020       |
| 22/11/2020               | Duinencross, Koksijde              | Afgelast vanwege coronapandemie  |
| 29/11/2020               | Wereldbeker Besançon, Besançon     | Afgelast vanwege coronapandemie  |
| 06/12/2020               | Ambiancecross, Dendermonde         | Verplaatst naar 27/12/2020       |
| 13/12/2020               | Scheldecross, Antwerpen            | Deel van de X²O Badkamers Trofee |
| 20/12/2020               | Citadelcross, Namen                |                                  |
| 27/12/2020               | Cyclocross Diegem, Diegem          | Afgelast vanwege coronapandemie  |
| 03/01/2021               | Vestingcross, Hulst                |                                  |
| 17/01/2021               | Wereldbeker Villars, Villars       | Afgelast vanwege coronapandemie  |
| 24/01/2021               | GP Adrie van der Poel, Hoogerheide | Afgelast vanwege coronapandemie  |

### Eindstand
| Legenda | Legenda | Legenda | Legenda  | Legenda       | Legenda               | Legenda              |
| ------- | ------- | ------- | -------- | ------------- | --------------------- | -------------------- |
| 1e plek | 2e plek | 3e plek | 4 t/m 25 | -geen punten- | niet uitgereden (DNF) | – (niet deelgenomen) |

| Pos. | Renner                 | Team                   | TÁB | NAM | DEN | HUL | OVE | Punten |
| ---- | ---------------------- | ---------------------- | --- | --- | --- | --- | --- | ------ |
| 1    | Wout van Aert          | Team Jumbo-Visma       | 3   | 2   | 1   | 2   | 1   | 165    |
| 2    | Mathieu van der Poel   | Alpecin-Fenix          | –   | 1   | 2   | 1   | 2   | 140    |
| 3    | Michael Vanthourenhout | Pauwels Sauzen-Bingoal | 1   | 4   | 4   | 4   | 4   | 128    |
| 4    | Toon Aerts             | Telenet-Baloise Lions  | 4   | 7   | 3   | 5   | 5   | 108    |
| 5    | Quinten Hermans        | Tormans CX Team        | 7   | 5   | 7   | 7   | 9   | 95     |
| 6    | Corné van Kessel       | Tormans CX Team        | 6   | 9   | 6   | 10  | 8   | 91     |
| 7    | Tom Pidcock            | Trinity Racing         | 17  | 3   | –   | 3   | 3   | 84     |
| 8    | Lars van der Haar      | Telenet-Baloise Lions  | 5   | 6   | DNF | 6   | 6   | 81     |
| 9    | Laurens Sweeck         | Pauwels Sauzen-Bingoal | 14  | 19  | 5   | 8   | 7   | 77     |
| 10   | Kevin Kuhn             | Tormans CX Team        | 9   | 15  | 14  | 16  | 13  | 63     |

## Vrouwen elite

### Kalender en podia
| Datum      | Locatie                    | Eerste                     | Tweede                     | Derde                      | Leidster in het klassement |
| ---------- | -------------------------- | -------------------------- | -------------------------- | -------------------------- | -------------------------- |
| 29/11/2020 | Cyclocross Tábor, Tábor    | Lucinda Brand              | Ceylin del Carmen Alvarado | Denise Betsema             | Lucinda Brand              |
| 20/12/2020 | Citadelcross, Namen        | Lucinda Brand              | Clara Honsinger            | Denise Betsema             | Lucinda Brand              |
| 27/12/2020 | Ambiancecross, Dendermonde | Lucinda Brand              | Clara Honsinger            | Ceylin del Carmen Alvarado | Lucinda Brand              |
| 03/01/2021 | Vestingcross, Hulst        | Denise Betsema             | Lucinda Brand              | Ceylin del Carmen Alvarado | Lucinda Brand              |
| 24/01/2021 | Druivencross, Overijse     | Ceylin del Carmen Alvarado | Lucinda Brand              | Manon Bakker               | Lucinda Brand              |

| Oorspronkelijke kalender | Oorspronkelijke kalender           | Oorspronkelijke kalender         |
| Datum                    | Locatie                            | Opmerking                        |
| ------------------------ | ---------------------------------- | -------------------------------- |
| 04/10/2020               | Wereldbeker Waterloo, Waterloo     | Afgelast vanwege coronapandemie  |
| 18/10/2020               | Wereldbeker Dublin, Dublin         | Afgelast vanwege coronapandemie  |
| 25/10/2020               | Cyclocross Zonhoven, Zonhoven      | Afgelast vanwege coronapandemie  |
| 01/11/2020               | Druivencross, Overijse             | Verplaatst naar 24/01/2021       |
| 15/11/2020               | Cyclocross Tábor, Tábor            | Verplaatst naar 29/11/2020       |
| 22/11/2020               | Duinencross, Koksijde              | Afgelast vanwege coronapandemie  |
| 29/11/2020               | Wereldbeker Besançon, Besançon     | Afgelast vanwege coronapandemie  |
| 06/12/2020               | Ambiancecross, Dendermonde         | Verplaatst naar 27/12/2020       |
| 13/12/2020               | Scheldecross, Antwerpen            | Deel van de X²O Badkamers Trofee |
| 20/12/2020               | Citadelcross, Namen                |                                  |
| 27/12/2020               | Cyclocross Diegem, Diegem          | Afgelast vanwege coronapandemie  |
| 03/01/2021               | Vestingcross, Hulst                |                                  |
| 17/01/2021               | Wereldbeker Villars, Villars       | Afgelast vanwege coronapandemie  |
| 24/01/2021               | GP Adrie van der Poel, Hoogerheide | Afgelast vanwege coronapandemie  |

### Eindstand
| Legenda | Legenda | Legenda | Legenda  | Legenda       | Legenda               | Legenda              |
| ------- | ------- | ------- | -------- | ------------- | --------------------- | -------------------- |
| 1e plek | 2e plek | 3e plek | 4 t/m 25 | -geen punten- | niet uitgereden (DNF) | – (niet deelgenomen) |

| Pos. | Renster                    | Team                           | TÁB | NAM | DEN | HUL | OVE | Punten |
| ---- | -------------------------- | ------------------------------ | --- | --- | --- | --- | --- | ------ |
| 1    | Lucinda Brand              | Telenet-Baloise Lions          | 1   | 1   | 1   | 2   | 2   | 180    |
| 2    | Ceylin del Carmen Alvarado | Alpecin-Fenix                  | 2   | 4   | 3   | 3   | 1   | 142    |
| 3    | Denise Betsema             | Pauwels Sauzen-Bingoal         | 3   | 3   | 8   | 1   | 5   | 129    |
| 4    | Clara Honsinger            | Cannondale-Cyclocrossworld.com | –   | 2   | 2   | 6   | 4   | 102    |
| 5    | Kata Blanka Vas            | Doltcini-Van Eyck Sport        | 4   | 5   | 7   | 5   | 9   | 100    |
| 6    | Sanne Cant                 | IKO-Crelan                     | 12  | 12  | 6   | 8   | 6   | 86     |
| 7    | Annemarie Worst            | 777                            | 5   | –   | 5   | 4   | 11  | 79     |
| 8    | Manon Bakker               | Credishop-Fristadts            | –   | 14  | 9   | 9   | 3   | 71     |
| 9    | Puck Pieterse              | Alpecin-Fenix                  | 6   | 11  | 23  | 7   | 17  | 66     |
| 10   | Anna Kay                   | Starcasino CX Team             | 9   | 7   | 30  | 18  | 7   | 63     |

## Mannen beloften

### Kalender en podia
| Datum      | Locatie                 | Eerste                          | Tweede                          | Derde                           | Leider in het klassement |
| ---------- | ----------------------- | ------------------------------- | ------------------------------- | ------------------------------- | ------------------------ |
| 29/11/2020 | Cyclocross Tábor, Tábor | Thomas Mein                     | Ben Turner                      | Iván Feijoo Alberte             | Thomas Mein              |
| 24/01/2021 | Druivencross, Overijse  | Afgelast vanwege coronapandemie | Afgelast vanwege coronapandemie | Afgelast vanwege coronapandemie | Thomas Mein              |

| Oorspronkelijke kalender | Oorspronkelijke kalender           | Oorspronkelijke kalender        |
| Datum                    | Locatie                            | Opmerking                       |
| ------------------------ | ---------------------------------- | ------------------------------- |
| 18/10/2020               | Wereldbeker Dublin, Dublin         | Afgelast vanwege coronapandemie |
| 15/11/2020               | Cyclocross Tábor, Tábor            | Verplaatst naar 29/11/2020      |
| 29/11/2020               | Wereldbeker Besançon, Besançon     | Afgelast vanwege coronapandemie |
| 20/12/2020               | Citadelcross, Namen                | Afgelast vanwege coronapandemie |
| 27/12/2020               | Cyclocross Diegem, Diegem          | Afgelast vanwege coronapandemie |
| 17/01/2021               | Wereldbeker Villars, Villars       | Afgelast vanwege coronapandemie |
| 24/01/2021               | GP Adrie van der Poel, Hoogerheide | Afgelast vanwege coronapandemie |

## Vrouwen beloften
Hoewel de vrouwen beloften deelnamen aan dezelfde races als de elite-categorie, hadden de vrouwen beloften hun eigen algemeen klassement en per wereldbekerwedstrijd een aparte podiumceremonie.

### Kalender en podia
| Datum      | Locatie                    | Eerste          | Tweede          | Derde            | Leidster in het klassement |
| ---------- | -------------------------- | --------------- | --------------- | ---------------- | -------------------------- |
| 29/11/2020 | Cyclocross Tábor, Tábor    | Kata Blanka Vas | Puck Pieterse   | Anna Kay         | Kata Blanka Vas            |
| 20/12/2020 | Citadelcross, Namen        | Kata Blanka Vas | Anna Kay        | Aniek van Alphen | Kata Blanka Vas            |
| 27/12/2020 | Ambiancecross, Dendermonde | Fem van Empel   | Kata Blanka Vas | Manon Bakker     | Kata Blanka Vas            |
| 03/01/2021 | Vestingcross, Hulst        | Kata Blanka Vas | Puck Pieterse   | Manon Bakker     | Kata Blanka Vas            |
| 24/01/2021 | Druivencross, Overijse     | Manon Bakker    | Anna Kay        | Kata Blanka Vas  | Kata Blanka Vas            |

| Oorspronkelijke kalender | Oorspronkelijke kalender           | Oorspronkelijke kalender         |
| Datum                    | Locatie                            | Opmerking                        |
| ------------------------ | ---------------------------------- | -------------------------------- |
| 04/10/2020               | Wereldbeker Waterloo, Waterloo     | Afgelast vanwege coronapandemie  |
| 18/10/2020               | Wereldbeker Dublin, Dublin         | Afgelast vanwege coronapandemie  |
| 25/10/2020               | Cyclocross Zonhoven, Zonhoven      | Afgelast vanwege coronapandemie  |
| 01/11/2020               | Druivencross, Overijse             | Verplaatst naar 24/01/2021       |
| 15/11/2020               | Cyclocross Tábor, Tábor            | Verplaatst naar 29/11/2020       |
| 22/11/2020               | Duinencross, Koksijde              | Afgelast vanwege coronapandemie  |
| 29/11/2020               | Wereldbeker Besançon, Besançon     | Afgelast vanwege coronapandemie  |
| 06/12/2020               | Ambiancecross, Dendermonde         | Verplaatst naar 27/12/2020       |
| 13/12/2020               | Scheldecross, Antwerpen            | Deel van de X²O Badkamers Trofee |
| 20/12/2020               | Citadelcross, Namen                |                                  |
| 27/12/2020               | Cyclocross Diegem, Diegem          | Afgelast vanwege coronapandemie  |
| 03/01/2021               | Vestingcross, Hulst                |                                  |
| 17/01/2021               | Wereldbeker Villars, Villars       | Afgelast vanwege coronapandemie  |
| 24/01/2021               | GP Adrie van der Poel, Hoogerheide | Afgelast vanwege coronapandemie  |

### Eindstand
De stand van de vrouwen beloften werd opgemaakt aan de hand van de behaalde punten/resultaten in de vrouwen elite categorie. Er werd voor de wereldbekerpunten geen geschoonde ranglijst opgemaakt. De onderstaand vermelde uitslagen, zijn de behaalde uitslagen in de elitewedstrijd. 
| Legenda | Legenda | Legenda | Legenda  | Legenda       | Legenda               | Legenda              |
| ------- | ------- | ------- | -------- | ------------- | --------------------- | -------------------- |
| 1e plek | 2e plek | 3e plek | 4 t/m 25 | -geen punten- | niet uitgereden (DNF) | – (niet deelgenomen) |

| Pos. | Renster                  | Team                             | TÁB | NAM | DEN | HUL | OVE | Punten |
| ---- | ------------------------ | -------------------------------- | --- | --- | --- | --- | --- | ------ |
| 1    | Kata Blanka Vas          | Doltcini-Van Eyck Sport-Proximus | 4   | 5   | 7   | 4   | 9   | 100    |
| 2    | Manon Bakker             | Credishop-Fristads               | –   | 14  | 9   | 9   | 3   | 71     |
| 3    | Puck Pieterse            | Alpecin-Fenix                    | 6   | 11  | 23  | 7   | 17  | 66     |
| 4    | Anna Kay                 | Starcasino                       | 9   | 7   | 30  | 18  | 7   | 63     |
| 5    | Fem van Empel            | Pauwels Sauzen-Bingoal           | –   | 18  | 4   | 10  | 12  | 60     |
| 6    | Aniek van Alphen         | Credishop-Fristads               | –   | 8   | 16  | 12  | 14  | 54     |
| 7    | Marion Norbert-Riberolle | Starcasino                       | 20  | 35  | 19  | 24  | 15  | 26     |
| 8    | Inge van der Heijden     | 777.be                           | 19  | 17  | 24  | 22  | –   | 22     |
| 9    | Madigan Munro            | Trek Factory Racing              | –   | 19  | 15  | 37  | 27  | 18     |
| 10   | Francesca Baroni         |                                  | 14  | –   | –   | –   | 30  | 12     |

## Jongens junioren

### Kalender en podia
| Datum      | Locatie                 | Eerste                          | Tweede                          | Derde                           | Leider in het klassement |
| ---------- | ----------------------- | ------------------------------- | ------------------------------- | ------------------------------- | ------------------------ |
| 29/11/2020 | Cyclocross Tábor, Tábor | Matěj Stránský                  | Lorenzo Masciarelli             | Matyáš Fiala                    | Matěj Stránský           |
| 24/01/2021 | Druivencross, Overijse  | Afgelast vanwege coronapandemie | Afgelast vanwege coronapandemie | Afgelast vanwege coronapandemie | Matěj Stránský           |

| Oorspronkelijke kalender | Oorspronkelijke kalender           | Oorspronkelijke kalender        |
| Datum                    | Locatie                            | Opmerking                       |
| ------------------------ | ---------------------------------- | ------------------------------- |
| 18/10/2020               | Wereldbeker Dublin, Dublin         | Afgelast vanwege coronapandemie |
| 15/11/2020               | Cyclocross Tábor, Tábor            | Verplaatst naar 29/11/2020      |
| 29/11/2020               | Wereldbeker Besançon, Besançon     | Afgelast vanwege coronapandemie |
| 20/12/2020               | Citadelcross, Namen                | Afgelast vanwege coronapandemie |
| 27/12/2020               | Cyclocross Diegem, Diegem          | Afgelast vanwege coronapandemie |
| 17/01/2021               | Wereldbeker Villars, Villars       | Afgelast vanwege coronapandemie |
| 24/01/2021               | GP Adrie van der Poel, Hoogerheide | Afgelast vanwege coronapandemie |

### Eindstand
| Legenda | Legenda | Legenda | Legenda  | Legenda       | Legenda               | Legenda              |
| ------- | ------- | ------- | -------- | ------------- | --------------------- | -------------------- |
| 1e plek | 2e plek | 3e plek | 4 t/m 25 | -geen punten- | niet uitgereden (DNF) | – (niet deelgenomen) |

| Pos. | Renner                  | TÁB | OVE | Punten |
| ---- | ----------------------- | --- | --- | ------ |
| 1    | Matěj Stránský          | 1   | /   | 40     |
| 2    | Lorenzo Masciarelli     | 2   | /   | 30     |
| 3    | Matyáš Fiala            | 3   | /   | 25     |
| 4    | Matteo Siffredi         | 4   | /   | 22     |
| 5    | Gustav Wang             | 5   | /   | 21     |
| 6    | Matyáš Kopecky          | 6   | /   | 20     |
| 7    | Corran Carrick-Anderson | 7   | /   | 19     |
| 8    | Filippo Agostinacchio   | 8   | /   | 18     |
| 9    | Nathan Smith            | 9   | /   | 17     |
| 10   | Pavel Jindřich          | 10  | /   | 16     |

## Meisjes junioren

### Kalender en podia
| Datum      | Locatie                 | Eerste                             | Tweede                             | Derde                              | Leidster in het klassement |
| ---------- | ----------------------- | ---------------------------------- | ---------------------------------- | ---------------------------------- | -------------------------- |
| 29/11/2020 | Cyclocross Tábor, Tábor | Zoe Bäckstedt                      | Marie Schreiber                    | Lucia Bramati                      | Zoe Bäckstedt              |
| 24/01/2021 | Druivencross, Overijse  | Afgelast vanwege de coronapandemie | Afgelast vanwege de coronapandemie | Afgelast vanwege de coronapandemie | Zoe Bäckstedt              |

| Oorspronkelijke kalender | Oorspronkelijke kalender           | Oorspronkelijke kalender           |
| Datum                    | Locatie                            | Opmerking                          |
| ------------------------ | ---------------------------------- | ---------------------------------- |
| 18/10/2020               | Wereldbeker Dublin, Dublin         | Afgelast vanwege de coronapandemie |
| 15/11/2020               | Cyclocross Tábor, Tábor            | Verplaatst naar 29/11/2020         |
| 29/11/2020               | Wereldbeker Besançon, Besançon     | Afgelast vanwege de coronapandemie |
| 20/12/2020               | Citadelcross, Namen                | Afgelast vanwege de coronapandemie |
| 27/12/2020               | Cyclocross Diegem, Diegem          | Afgelast vanwege de coronapandemie |
| 17/01/2021               | Wereldbeker Villars, Villars       | Afgelast vanwege de coronapandemie |
| 24/01/2021               | GP Adrie van der Poel, Hoogerheide | Afgelast vanwege de coronapandemie |

### Eindstand
| Legenda | Legenda | Legenda | Legenda  | Legenda       | Legenda               | Legenda              |
| ------- | ------- | ------- | -------- | ------------- | --------------------- | -------------------- |
| 1e plek | 2e plek | 3e plek | 4 t/m 25 | -geen punten- | niet uitgereden (DNF) | – (niet deelgenomen) |

| Pos. | Renster             | TÁB | OVE | Punten |
| ---- | ------------------- | --- | --- | ------ |
| 1    | Zoe Bäckstedt       | 1   | /   | 40     |
| 2    | Marie Schreiber     | 2   | /   | 30     |
| 3    | Lucia Bramati       | 3   | /   | 25     |
| 4    | Olivia Onesti       | 4   | /   | 22     |
| 5    | Line Burquier       | 5   | /   | 21     |
| 6    | Karolína Bedrníková | 6   | /   | 20     |
| 7    | Beatrice Fontana    | 7   | /   | 19     |
| 8    | Julia Kopecký       | 8   | /   | 18     |
| 9    | Monique Halter      | 9   | /   | 17     |
| 10   | Tereza Kurnická     | 10  | /   | 16     |

## Prijzengeld
In onderstaande tabel volgt de verdeling van het prijzengeld per categorie. Het prijzengeld was herzien naar aanleiding van de gevolgen van de coronapandemie. Doordat er uiteindelijk maar 5 van de 14 crossen doorgang hebben gevonden, had de UCI het prijzengeld voor het algemeen klassement verlaagd. Ook het prijzengeld per cross voor de mannen en vrouwen elite is naar beneden bijgesteld; vanwege het uitblijven van toeschouwers, haalden de organisatoren immers minder inkomsten binnen.
| Pos.   | Per cross    | Per cross    | Per cross     | Per cross     | Per cross  | Per cross       | Per cross        | Algemeen klassement  | Algemeen klassement  |
| Pos.   | Mannen elite | Mannen elite | Vrouwen elite | Vrouwen elite | Mannen U23 | Mannen junioren | Vrouwen junioren | Mannen/vrouwen elite | Mannen/vrouwen elite |
|        | Herzien      | Aanvankelijk | Herzien       | Aanvankelijk  | Mannen U23 | Mannen junioren | Vrouwen junioren | Herzien              | Aanvankelijk         |
| ------ | ------------ | ------------ | ------------- | ------------- | ---------- | --------------- | ---------------- | -------------------- | -------------------- |
| 1.     | € 4.000      | € 5.000      | € 4.000       | € 5.000       | € 175      | € 150           | € 150            | € 22.500             | € 30.000             |
| 2.     | € 2.700      | € 3.500      | € 2.700       | € 3.500       | € 120      | € 100           | € 100            | € 15.000             | € 20.000             |
| 3.     | € 2.300      | € 3.000      | € 2.300       | € 3.000       | € 90       | € 70            | € 70             | € 10.000             | € 16.000             |
| 4.     | € 2.000      | € 2.700      | € 2.000       | € 2.700       | € 70       | € 60            | € 60             | € 8.000              | € 14.000             |
| 5.     | € 1.800      | € 2.500      | € 1.800       | € 2.500       | € 60       | € 50            | € 50             | € 7.000              | € 12.000             |
| 6.     | € 1.500      | € 2.000      | € 1.500       | € 2.000       | € 50       | € 50            | € 50             | € 6.000              | € 10.000             |
| 7.     | € 1.350      | € 1.800      | € 1.350       | € 1.800       | € 50       | € 50            | € 50             | € 5.000              | € 9.000              |
| 8.     | € 1.200      | € 1.600      | € 1.200       | € 1.600       | € 50       | € 40            | € 40             | € 4.500              | € 8.000              |
| 9.     | € 1.050      | € 1.400      | € 1.050       | € 1.400       | € 50       | € 40            | € 40             | € 4.000              | € 7.000              |
| 10.    | € 900        | € 1.200      | € 900         | € 1.200       | € 50       | € 40            | € 40             | € 3.500              | € 6.000              |
| 11.    | € 720        | € 1.000      | € 720         | € 1.000       | € 30       | € 30            | € 30             | € 3.000              | € 5.000              |
| 12.    | € 675        | € 900        | € 300         | € 360         | € 30       | € 30            | € 30             | € 2.500              | € 4.000              |
| 13.    | € 650        | € 850        | € 250         | € 340         | € 30       | € 30            | € 30             | € 2.000              | € 3.000              |
| 14.    | € 600        | € 800        | € 225         | € 320         | € 30       | € 30            | € 30             | € 1.750              | € 3.000              |
| 15.    | € 550        | € 750        | € 200         | € 300         | € 30       | € 30            | € 30             | € 1.500              | € 2.000              |
| 16.    | € 500        | € 700        | € 180         | € 280         | € 20       | –               | –                | € 1.500              | € 2.000              |
| 17.    | € 450        | € 650        | € 170         | € 260         | € 20       | –               | –                | € 750                | € 1.000              |
| 18.    | € 400        | € 600        | € 150         | € 240         | € 20       | –               | –                | € 600                | € 1.000              |
| 19.    | € 350        | € 550        | € 140         | € 200         | € 20       | –               | –                | € 500                | € 1.000              |
| 20.    | € 330        | € 500        | € 130         | € 200         | € 20       | –               | –                | € 400                | € 1.000              |
| 21-30  | € 320        | € 450        | € 110         | € 160         | –          | –               | –                | –                    | –                    |
| 31-40  | € 240        | € 300        | –             | –             | –          | –               | –                | –                    | –                    |
| Totaal | € 29.625     | € 39.500     | € 22.365      | € 29.820      | € 1.015    | € 800           | € 800            | € 100.000            | € 155.000            |

| Rood gearceerde tekst: verhoging prijzengeld t.o.v. voorgaand seizoen                                |
| Groen gearceerde tekst: herziening prijzengeld naar aanleiding van de gevolgen van de coronapandemie |

 Cyclocross Tábor · 
 Citadelcross · 
 Ambiancecross · 
 Vestingcross · 
 Druivencross
Kampioenschappen:  Wereldkampioenschappen ·
 Europese kampioenschappen ·
 Belgische kampioenschappen ·
 Nederlandse kampioenschappen
Klassementen:  Wereldbeker ·
 Superprestige ·
 X²O Badkamers Trofee ·
 EKZ CrossTour ·
 TOI TOI Cup ·
 Coupe de France ·
 Copa de España
Overig:  Ethias Cross
Geen UCI-cat.:  Giro d'Italia Ciclocross
1993-1994 · 1994-1995 · 1995-1996 · 1996-1997 · 1997-1998 · 1998-1999 · 1999-2000 · 2000-2001 · 2001-2002 · 2002-2003 · 2003-2004 · 2004-2005 · 2005-2006 · 2006-2007 · 2007-2008 · 2008-2009 · 2009-2010 · 2010-2011 · 2011-2012 · 2012-2013 · 2013-2014 · 2014-2015 · 2015-2016 · 2016-2017 · 2017-2018 · 2018-2019 · 2019-2020 · 2020-2021 · 2021-2022 · 2022-2023 · 2023-2024 · 2024-2025